# Son Servera
Son Servera è un comune spagnolo di 12 215 abitanti situato nella comunità autonoma delle Baleari. 

## Storia
Fondata nel 1300 da Jaime I de Aragón el Conquistador nelle terre della famiglia Severa. Son Servera viene documentata per la prima volta nel 1354 con il nome di Benicanella, che si sarebbe poi divisa in due città: Son Fra Garí e Ca l'Hereu che poi sarebbe divenuta Son Servera. Nel 1814 il re Ferdinando VII mise la municipalità di Son Severa sotto Arta. Nel 1920 la popolazione fu colpita dalla peste, ma nel 1934 la popolazione tornò a 1 000 abitanti e divenne nuovamente una municipalità. Al censimento 2012 Son Severa aveva 12 165 abitanti. Luogo turistico estivo con una grande comunità tedesca a Cala Millior, mentre la Costa de los Pinos durante l'estate è una destinazione molto gettonata per l'alta società spagnola ed estera.

## Località
Il comune comprende le seguenti località:

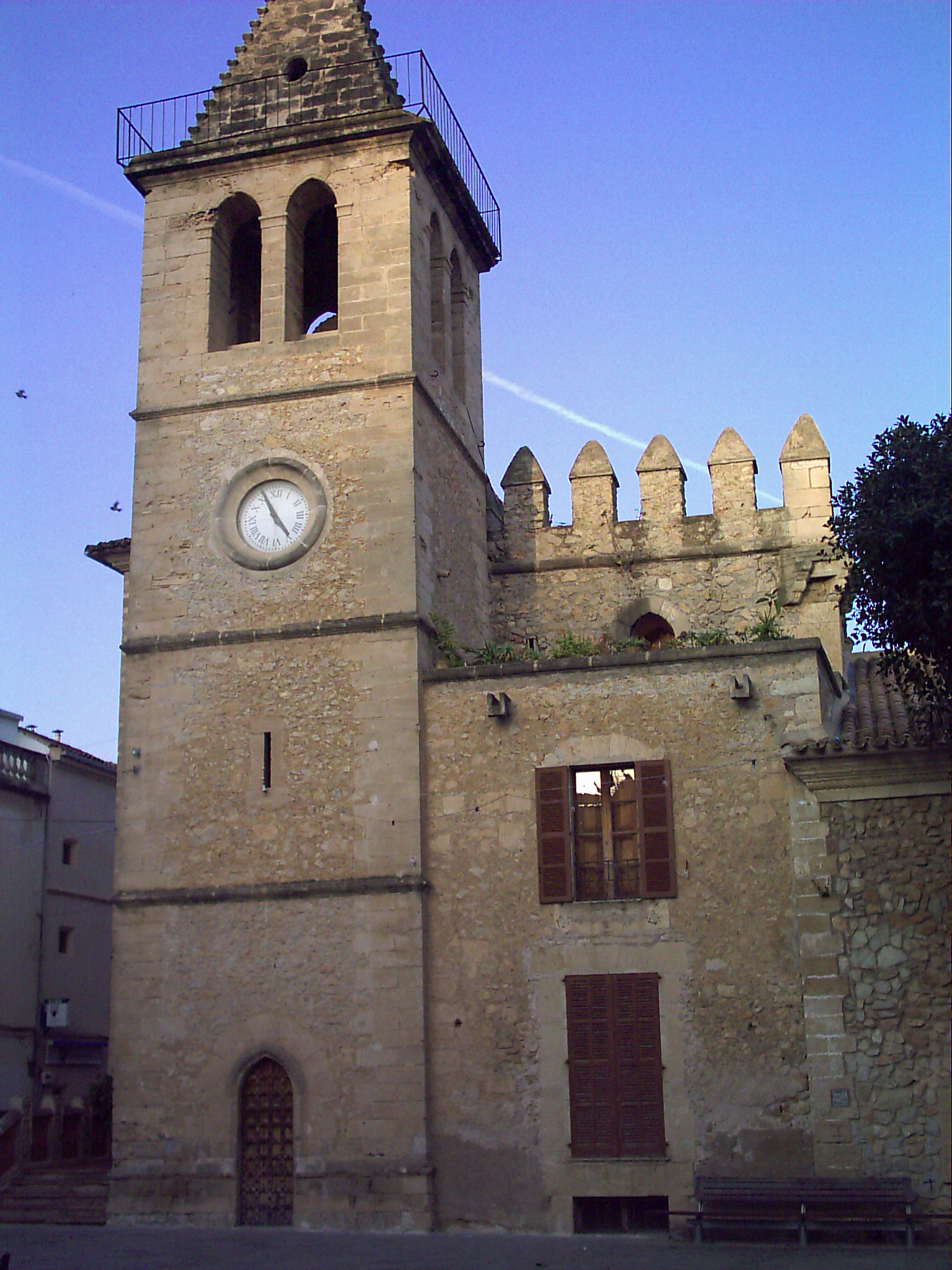
Parroquia de San Juan Bautista

- Cala Bona
- Cala Millor
- Costa dels Pins
- Son Servera (capoluogo)
- Port Nou, Port Verd i Port Vell

## Architettura
S'Esglèsia Nova (Iglesia Nueva), è un tempio cristiano non terminato. La sua costruzione iniziò nel 1905 grazie agli sforzi degli abitanti della sua epoca. Gli ultimi miglioramenti furono La restaurazione della Sa Capella Fonda e al momento si stanno ultimando i lavori della sacrestia e del magazzino ispirati al piano originale, anche grazie agli sforzi dell'architetto discepolo di Gaudí, Rubió Bellver.
Il venerdì si celebra sa Revetlla un evento di ballo tradizionale chiamato ball de bot. Nei venerdì santi della Semana Santa (Pasqua) che normalmente si celebra in aprile, si svolge il Descendimiento de la Cruz (discesa della croce) che viene rappresentata da circa 25 anni e ogni giorno aumentano le quantità di cerimonie che vengono celebrate, visto il loro grande fascino.
La parrocchia di San Juan Bautista è la chiesa principale di Son Severa. È stata costruita partendo da una torre di difesa comune ai due paesi originari e oggi fa parte della stessa parrocchia rimanendo il vestigio principale ed e ne è visibile una punta di pianta quadrata annessa al campanile realizzato nel XVIII secolo. In questa parrocchia si svolgono la maggior parte degli atti religiosi della città oltre a vari eventi culturali e artistici.